# James McClure
James Hodgson „Jimmy“ McClure (* 28. September 1916 in Indianapolis; † 12. Februar 2005) war ein amerikanischer Tischtennisspieler. Er wurde dreimal Weltmeister im Doppel und einmal mit der Mannschaft.

## Sportlicher Werdegang
Zunächst widmete sich McClure dem Tennissport. Als 15-Jähriger gewann er zweimal das Tennisturnier in Indianapolis und noch einmal drei Jahre später.
Mit 18 Jahren begann er mit dem Tischtennissport. 1934 und 1939 gewann er die US-Open. Von 1935 bis 1951 nahm er sechsmal an Weltmeisterschaften teil. Im Einzel kam er nie über die Runde der letzten 32 hinaus. Im Doppel jedoch war er erfolgreicher. 1936 in Prag wurde er erstmals Weltmeister mit Buddy Blattner durch einen Endspielsieg über die Tschechen Stanislav Kolář/J. Okter Petricek. 1937 verteidigte er mit dem gleichen Partner den Titel, indem er das Finale gegen Richard Bergmann/Helmut Goebel aus Österreich gewann. In diesem Turnier holte er zudem den Titel mit der amerikanischen Mannschaft. 1938 errang er den dritten Doppeltitel, diesmal mit Sol Schiff, mit dem er sich im Endspiel gegen die Ungarn Victor Barna/László Bellák durchsetzte. Im Mannschaftswettbewerb holte er 1938 Bronze. 2011 wurde er in der ITTF-Weltrangliste auf Platz sieben geführt.
Der Zweite Weltkrieg unterbrach McClures sportliche Karriere. Er diente in der US Navy. Nach dem Krieg gewann er noch bei der WM 1949 Bronze mit dem Team, 1951 wurde er mit der Mannschaft Vierter. 1956 beendete er seine sportliche Laufbahn.
1993 wurde McClure in die ITTF Hall of Fame aufgenommen, an deren Gründung er maßgeblich beteiligt war. 2001 erhielt er den Mark Matthews Lifetime Achievement Award.

## Nach dem Karriereende
1946 wurde McClure auf Anraten seines Onkels James Hodgson Mitglied in einer Freimaurerloge. 1957 heiratete er Nellie L. Orr, die Ehe blieb kinderlos. Er übernahm mehrere Aufgaben als Funktionär im Amerikanischen Tischtennisverband USATT.

## Turnierergebnisse
| Verband | Veranstaltung     | Jahr | Ort       | Land | Einzel     | Doppel        | Mixed         | Team |
| ------- | ----------------- | ---- | --------- | ---- | ---------- | ------------- | ------------- | ---- |
| USA     | Weltmeisterschaft | 1951 | Wien      | AUT  | letzte 64  | letzte 32     | letzte 64     | 4    |
| USA     | Weltmeisterschaft | 1949 | Stockholm | SWE  | letzte 64  | letzte 16     | keine Teiln.  | 3    |
| USA     | Weltmeisterschaft | 1938 | Wembley   | ENG  | letzte 32  | Gold          | letzte 32     | 3    |
| USA     | Weltmeisterschaft | 1937 | Baden     | AUT  | letzte 32  | Gold          | letzte 32     | 1    |
| USA     | Weltmeisterschaft | 1936 | Prag      | TCH  | letzte 128 | Gold          | Viertelfinale | 7    |
| USA     | Weltmeisterschaft | 1935 | Wembley   | ENG  | letzte 64  | Viertelfinale | letzte 16     | 13   |